# 阿塔兰卡市镇
阿塔兰卡市镇（俄语：Аталанское муниципальное образование）是俄罗斯联邦伊尔库茨克州乌斯季乌达区所属的一个市镇。其下辖有1个居民点，行政中心为阿塔兰卡。据2016年统计，该市镇的人口为200人。